# 永井彰一
永井 彰一（ながい しょういち、1963年 - ）は、日本の実業家。株式会社田園プラザ川場社長。永井酒造株式会社会長。コンサルタント。

## 経歴
群馬県は川場村に生まれる。当時は政治家を目指していたために法政大学法学部へと進学。大学卒業後は、スキー場の設計に興味を抱きカナダへと留学。スキー場にて小学生のインストラクターを行い生計を立て、設計の仕事を探した。しかし一時帰国した際に母親に頼まれ、家業であった永井酒造を継ぐことに。社長として酒造業に従事する傍ら、2007年に地元の川場村の要請により株式会社田園プラザ川場社長へと就任。赤字続きで経営の落ち込んでいた同社の道の駅を建て直し、来場者数を増加させることに成功。田園プラザ川場は、「平成27年度全国モデル道の駅」に選定、「じゃらん全国道の駅グランプリ2022」第1位などを記録し、益々の盛り上がりを見せるに至った。
経営のみでなく自治体や企業に対してのコンサルティングも行っている。

## 人物
群馬県川場村と当時の社長より「田園プラザ川場」の経営を依頼された際、「建て直し」のみが条件であったため、2年あれば建て直し自体は可能だと考え、永井酒造の経営もあり長く同社の代表の座にいつづけるつもりはなかった。しかし、増収すればボーナスを上げると社員に約束した手前と社員から「もっとボーナスが上がるまでいてほしい」と言われたこともあって、田園プラザ川場の経営に本格的に注力することを決意し、家業の経営は実弟に一任した。

## 略歴

### 学歴・職歴
- 1963年 - 群馬県川場村に生まれる
- 1988年 - 法政大学法学部卒業
- 1999年 - 永井酒造株式会社社長
- 2007年 - 株式会社田園プラザ川場社長

## テレビ番組
- 日経スペシャル カンブリア宮殿 人口3300人の村に190万人の来訪者！ 「何もない」村に奇跡を呼んだ"プレミアム道の駅"の全貌！！（2019年11月7日、テレビ東京）- 出演：田園プラザ川場 社長 永井彰一[3]。